# André Gillois
Pour les articles homonymes, voir Diamant-Berger, Diamant (homonymie) et Gillois (homonymie).
 (avril 2015).
Œuvres principales
125, rue Montmartre 
La Corde raide
André Gillois, né Maurice Diamantberger le 8 février 1902 à Paris et mort le 18 juin 2004 dans la même ville, est un écrivain, dramaturge, réalisateur, scénariste et dialoguiste français.
Pionnier de la radio, il a été pendant la Seconde Guerre mondiale le porte-parole du général Charles de Gaulle à Londres. Il est parfois crédité sous les noms de Maurice Diamant-Berger et D. B. Maurice.

## Biographie

### Jeunesse et études
Maurice Diamantberger naît le 8 février 1902 dans le 9e arrondissement de Paris. Fils du docteur Mayer Saül Diamantberger et de Jenny Birman, sans profession, il a 4 frères – Henri, Marcel, Lucien et Paul – ainsi qu'une sœur, Germaine.

### Carrière
Avant la guerre, André Gillois travaille au cinéma, avec René Clair et son frère Henri, mais aussi dans l'édition, avec François Bernouard : il édite Jules Renard, Georges Courteline, Émile Zola. Il exerce aussi ses talents à la radio, comme journaliste et producteur au Poste parisien, avec Jean Nohain, fréquentant Henri Bergson, Georges Courteline, Tristan Bernard ou Sacha Guitry.
En 1940, il quitte Paris et passe deux ans dans le Midi, alors que s'établissent les premiers réseaux de la Résistance, et les liens avec les Britanniques. Le 31 août 1942, il part de nuit sur la felouque Seadog de Cannes à Gibraltar, puis par avion vers Londres.
Du 17 mai 1943 au 24 septembre 1944, il est l’animateur quotidien d’Honneur et Patrie, le poste de la résistance française, qui créa Le Chant des partisans et qui s’annonce ainsi chaque soir : « Ici Londres, les Français parlent aux Français ». Le 1er juin 1944, il remplace Maurice Schumann comme porte-parole du général de Gaulle.

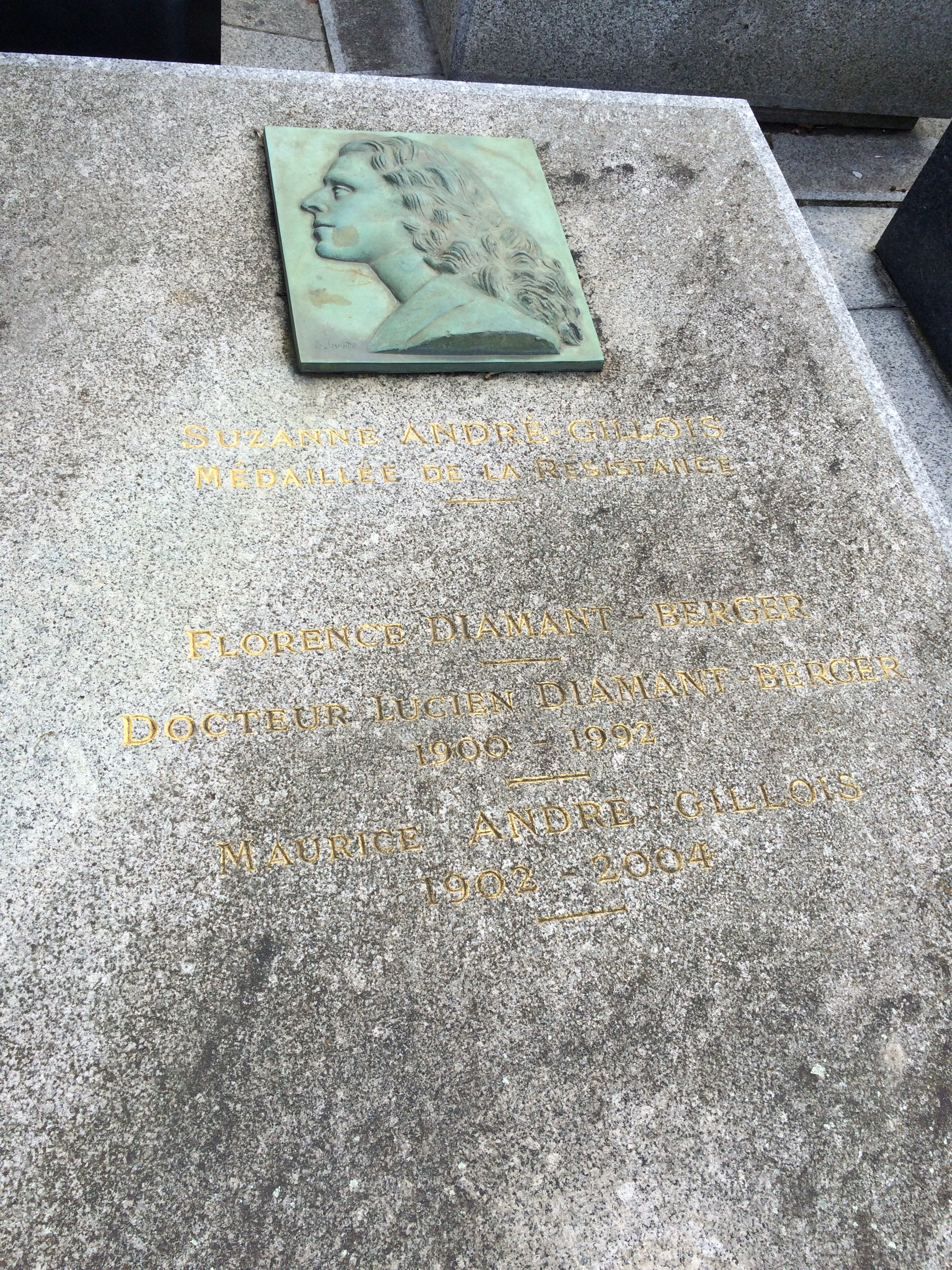
Tombe d'André Gillois au cimetière de Passy (division 9).

Après la guerre, André Gillois se consacre à l'écriture de pièces de théâtre et de romans, ainsi qu'à des émissions à la télévision et à la radio. Dans les années 1950, il anime, en compagnie d'Emmanuel Berl, de Maurice Clavel et de Roger Stéphane, l'émission jeu radiophonique Qui êtes-vous ? En 1954, il crée un des premiers jeux de la télévision française, Télé Match, avec Jacques Antoine et Pierre Bellemare. En 1958, un jury, où figure notamment Georges Simenon, lui remet le prix du Quai des Orfèvres pour un roman policier, 125, rue Montmartre, dont Gilles Grangier tirera un film.
En 1973, André Gillois publie Histoire secrète des Français à Londres de 1940 à 1944. En 1980, ses mémoires sont publiés sous le titre Ce siècle avait deux ans.

### Mort
Âgé de 102 ans, André Gillois meurt dans la nuit du 18 au 19 juin 2004 dans le 16e arrondissement de Paris. Il est inhumé au cimetière de Passy (division 9) auprès de son épouse, morte en 1978.

### Vie privée
Le 24 mai 1922, André Gillois épouse Cécile Suzanne Dreyfus à la mairie du 16e arrondissement. Le couple aura une fille, Monique Éliane (1924-1998) dite Monique André-Gillois.
Par décret du 21 septembre 1950 et ordonnance du 4 janvier 1952 du Tribunal de la Seine, il est autorisé à changer son nom de naissance par celui de Maurice-André Gillois.
Il a pour neveu le poète Jean-Claude Diamant-Berger (1920-1944), fils d'Henri, et pour petit-neveu le réalisateur et producteur Jérôme Diamant-Berger.

## Œuvres

### Romans
- 1947 : La Corde raide, Nouvelles Éditions Latines
- 1950 : La Souricière, Les Éditions de Minuit
- 1958 : 125, rue Montmartre, coll. Le Point d'interrogation, Hachette, prix du Quai des Orfèvres 1958.
Ce livre a été adapté en film par Gilles Grangier en 1959.
- 1959 : Le Petit Tailleur de Londres, roman, Julliard
- 1963 : La Corde pour le pendre, coll. Le Point d'interrogation, Hachette

### Théâtre
- 1939 : Baignoire « B », pièce en 2 actes et 6 tableaux, mise en scène Jean Wall, théâtre Marigny
- 1953 : Frère Jacques, mise en scène Fernand Ledoux, théâtre des Variétés
- 1954 : Le Marché aux puces, mise en scène Jean-Pierre Grenier, théâtre des Célestins
- 1955 : Les Petites Têtes, comédie en 2 actes et 3 tableaux de Max Régnier et André Gillois, mise en scène Fernand Ledoux, théâtre Michel
- 1957 : Polydora, pièce en 3 actes, mise en scène de l'auteur, Comédie-Française ; parue dans L'Avant-scène — Fémina-Théâtre no 150
- 1959 : Le Dessous des cartes, pièce en 4 actes, mise en scène Marcelle Tassencourt, théâtre Hébertot ; parue dans L'Avant-scène — Fémina-Théâtre no 194
- 1963 : Iphigénie à Aulis d'après Euripide, mise en scène Maurice Escande, Chorégies d'Orange
- 1963 : Bonsoir madame Pinson, comédie en 3 actes d'André Gillois et Max Régnier d'après Arthur Lovegrove, mise en scène Jean-Paul Cisife, théâtre de la Porte-Saint-Martin
- 1965 : Le Plus Grand des hasards d'André Gillois et Max Régnier, mise en scène Georges Douking, théâtre de la Porte-Saint-Martin
- 1973 : La Bande à Glouton de Jacques Fabbri et André Gillois, mise en scène Jacques Fabbri, théâtre de l'Œuvre

### Divers
- v. 1945 : De la Résistance à l'Insurrection, préface d'Emmanuel d'Astier de La Vigerie, éditions Sève
- 1953 : Les Grandes Familles de France, André Bonne
- 1953 : Qui êtes-vous ?, texte des émissions de radio (1949-1951), Gallimard
- 1954-55 : L'Art d'aimer à travers les âges, 3 vol., André Vial
- 1966 : La France qui rit… La France qui grogne, Hachette
- 1967 : Filous et Gogos, Hachette
- 1968 : Les Petites Comédies, Julliard
- 1970 : Information contre X, Julliard
- 1973 : Histoire secrète des Français à Londres de 1940 à 1944, Hachette, J. Tallandier
- 1980 : Ce siècle avait deux ans. Mémoires, préface de Jean-Louis Crémieux-Brilhac, Belfond ; rééd. Mémoire du Livre, 2002
- 1981 : Voyage Surprise, les folles vacances de 20 Français, avec Jean Nohain, Alain Lefeuvre
- 1982 : Un roman d'amour, récit, Pierre Belfond.
- 1985 : Gallifet, le fusilleur de la Commune, France Empire
- 1986 : Boulevard du Temps qui passe ; de Jules Renard à de Gaulle, Le Pré aux Clercs
- 1986 : Le Secret de la Tsarine, Payot
- 1990 : Le Mensonge historique, Robert Laffont
- 1992 : La Mort pour de rire, Le Cherche Midi
- 1995 : L'Homme éberlué, chronique du XXe siècle (1940-1975), éditions de Paris
- 1997 : Le Penseur du dimanche, éditions de Paris
- 2000 : Adieu mon siècle, Ornican

## Filmographie

### Cinéma

#### En tant qu'acteur
- 1952 : Cent francs par seconde de Jean Boyer : lui-même

#### En tant que réalisateur
Sous le nom de D. B. Maurice
- 1931 : Ma tante d'Honfleur
- 1931 : Général, à vos ordres
- 1932 : L'Enfant du miracle
- 1932 : Chassé-croisé (court-métrage)
- 1932 : Général, à vos ordres (court-métrage)
- 1934 : Miquette et sa mère- co-réalisation avec Henri Diamant-Berger et Henri Rollan

Sous le nom d'André Gillois
- 1952 : Jouons le jeu
- 1953 : Confidences en zig-zag sur l'amour (court-métrage)

#### En tant que scénariste
Sous le nom de D. B. Maurice
- 1931 : Ma tante d'Honfleur
- 1932 : Chassé-croisé

Sous le nom de Maurice Diamant-Berger
- 1938 : Raphaël le tatoué de Christian-Jaque - également dialoguiste
- 1939 : En correctionnelle de Marcel Aboulker (court-métrage) - également dialoguiste
- 1939 : Narcisse d'Ayres d'Aguiar - uniquement dialoguiste
- 1940 : Les Surprises de la radio de Marcel Aboulker - également dialoguiste
- 1946 : Voyage Surprise de Pierre Prévert - coécrit avec Jean Nohain et Claude Accursi

Sous le nom d'André Gillois
- 1950 : La Souricière d'Henri Calef
- 1951 : Jouons le jeu
- 1953 : Confidences en zig-zag sur l'amour (court-métrage)
- 1959 : 125, rue Montmartre de Gilles Grangier - en tant qu'auteur du roman original

### Télévision

#### En tant que scénariste
- 1957 : Mein Bruder Jacques, téléfilm de Günther Haenel
- 1960 : De fil en aiguille, téléfilm de Lazare Iglésis - coécrit avec René Clair et Jérôme Géronimi
- 1962 : Mein Bruder Jacques, téléfilm de Rolf Losansky
- 1971 : Pas moral pour deux sous, pièce d'Edmund Wolf, adaptation d'André Gillois, réalisation de Jean Archimbaud
- 1976 : La Bande à Glouton, téléfilm de François Chatel - coécrit avec Jacques Fabbri
- 1979 : Au théâtre ce soir : Les Petites Têtes de Max Régnier et André Gillois, réalisation Pierre Sabbagh, théâtre Marigny

### Sources et bibliographie
- Télé 7 jours, no 179 du 24 août 1963[source insuffisante]
- Nécrologie d'André Gillois dans la revue Jeune cinéma no 295 mars-avril 2005